# USS Utah (BB-31)
USS Utah (BB-31) là một thiết giáp hạm cũ thuộc lớp Florida, đã bị tấn công và đánh chìm tại Trân Châu Cảng vào ngày 7 tháng 12 năm 1941. Nó là chiếc tàu chiến duy nhất của Hải quân Hoa Kỳ được đặt cái tên này nhằm tôn vinh tiểu bang Utah. Trước Thế Chiến II, nó được xem là không còn hữu dụng và đã được sử dụng trong một thời gian như một mục tiêu di động để thực hành tác xạ với ký hiệu AG-16. Tuy nhiên vào năm 1941, nó được tái trang bị và được sử dụng cho mục đích huấn luyện cho đến khi bị Hải quân Nhật đánh chìm bởi một quả ngư lôi duy nhất.

## Thiết kế và chế tạo
Utah được đặt lườn vào ngày 9 tháng 3 năm 1909 tại Camden, New Jersey bởi New York Shipbuilding Corporation. Nó được hạ thủy vào ngày 23 tháng 12 năm 1909 dưới sự đỡ đầu của Mary Alice Spry, con gái Thống đốc tiểu bang Utah William Spry; và được đưa vào hoạt động tại Xưởng hải quân Philadelphia vào ngày 31 tháng 8 năm 1911 dưới quyền chỉ huy của thuyền trưởng William S. Benson.

## Lịch sử hoạt động
Sau một chuyến đi thử máy đưa nó lần lượt viếng thăm Hampton Roads, đảo Santa Rosa, Pensacola, Florida, Galveston, Texas, Kingston, Jamaica, Portland Bight và vịnh Guantánamo thuộc Cuba; Utah được phối thuộc cho Hạm đội Đại Tây Dương vào tháng 3 năm 1912. Nó hoạt động cùng hạm đội này vào đầu mùa Xuân, tiến hành các cuộc thực tập tác xạ pháo và phòng thủ ngư lôi, trước khi quay vào xưởng hải quân New York ngày 16 tháng 4 để được đại tu.
Rời New York ngày 1 tháng 6, Utah viếng thăm Hampton Roads một thời gian ngắn rồi lên đường hướng đến Annapolis, Maryland và đến nơi ngày 6 tháng 6. Tại đây nó nhận lên tàu các học viên mới của Học viện Hải quân Hoa Kỳ rồi lên đường ngày 10 tháng 6 đi đến Virginia Capes và Đại Tây Dương. Nó tiến hành một khóa huấn luyện học viên mới ngoài khơi vùng biển New England cho đến hết mùa Hè trước khi hoàn trả các học viên sĩ quan tương lai về Annapolis trong các ngày 24 và 25 tháng 8. Không lâu sau đó, chiếc thiết giáp hạm hướng đến khu vực thực tập phía nam để thực hành tác xạ pháo.
Trong hơn hai năm sau đó, chiếc thiết giáp hạm tiến hành các hoạt động thường xuyên tại vùng biển ngoài khơi bờ Đông nước Mỹ, trải dài từ bờ biển New England đến vùng biển Cuba. Trong thời gian này, nó thực hiện một chuyến đi đến vùng biển châu Âu, viếng thăm Villefranche, Pháp, từ ngày 8 đến ngày 30 tháng 11 năm 1913.
Utah bắt đầu năm 1914 trong Xưởng hải quân New York, sau đó di chuyển về hướng Nam vào ngày 5 tháng 1. Sau khi dừng tại Hampton Roads, nó đến vùng biển Cuba cuối tháng đó để thực hành tác xạ ngư lôi và pháo cỡ nhỏ. Tuy nhiên, do sự căng thẳng gia tăng tại México, Utah di chuyển đến vùng biển nước này vào đầu tháng 2 và đi đến Vera Cruz vào ngày 16 tháng 2. Nó hoạt động ngoài khơi cảng này rồi hướng đến Tampico vào ngày 9 tháng 4 cùng hàng trăm người tị nạn trên tàu. Không lâu sau đó, nó nhận được tin tức về việc con tàu chở hàng Đức SS Ypiranga đang hướng về phía cảng Vera Cruz với một chuyến hàng vũ khí và đạn dược cho nhà độc tài Victoriano Huerta. Utah nhận được lệnh truy tìm con tàu, nó ra khơi và đi đến Vera Cruz ngày 16 tháng 4. Khi biết rằng con tàu nói trên có thể đã cập bến, Hải quân quyết định sẽ chiếm giữ sở thuế quan tại Vera Cruz và ngăn chặn việc giao hàng. Vì mục đích đó, kế hoạch được vạch ra nhằm đổ bộ lên Vera Cruz, và việc này được xúc tiến vào ngày 21 tháng 4 năm 1914.
Utah cho đổ bộ "tiểu đoàn" của nó, 17 sĩ quan và 367 thủy thủ dưới quyền chỉ huy của Đại úy Guy W. S. Castle cùng một chi đội Thủy quân Lục chiến là một phần của Lữ đoàn 1 Thủy quân Lục chiến, vốn được thành lập để đối phó tình hình từ các đơn vị thủy quân lục chiến của các con tàu Mỹ khác cùng đến vùng biển này để thể hiện lập trường của Mỹ. Trong trận chiến sau đó, nơi mà tiểu đoàn áo xanh của Utah đã chiến đấu dũng cảm, bảy người đã được tặng thưởng Huân chương Danh Dự bao gồm người chỉ huy là Đại úy Castle.
Utah ở lại Vera Cruz gần hai tháng trước khi quay trở về Xưởng hải quân New York vào cuối tháng 6 để được đại tu. Trong ba năm sau đó, chiếc thiết giáp hạm tiến hành các hoạt động thường xuyên tập trận và thao diễn hạm đội ngoài khơi bờ biển phía Đông cho đến vùng biển Caribbe, khi Hoa Kỳ duy trì lực lượng quân đội trong tình trạng sẵn sàng trước lúc tham gia vào Thế Chiến I.

### Thế Chiến I
Sau khi Hoa Kỳ chính thức tuyên chiến vào ngày 6 tháng 4 năm 1917, Utah hoạt động tại vùng biển ngoài khơi vịnh Chesapeake như một tàu huấn luyện kỹ thuật và tác xạ cho đến ngày 30 tháng 8 năm 1918, khi nó lên đường hướng đến vịnh Bantry cùng với Phó Đô đốc Henry T. Mayo, Tổng tư lệnh Hạm đội Đại Tây Dương.
Mối lo ngại về việc Đức dùng vũ khí hạng nặng tấn công các đoàn tàu vận tải chuyên chở binh lính và vũ khí vượt Đại Tây Dương sang mặt trận phía Tây (Châu Âu) khiến người ta phải điều một lực lượng thiết giáp hạm mạnh sang vùng biển Ái Nhĩ Lan. Trong cuộc điều động này, Utah đến Brerehaven, vịnh Bantry, Ái Nhĩ Lan vào ngày 10 tháng 9. Tại đây, nó trở thành soái hạm của Chuẩn Đô đốc Thomas S. Rodgers, Tư lệnh đội thiết giáp hạm 6 (BatDiv 6). Cho đến khi ký kết hiệp ước đình chiến vào ngày 11 tháng 11 năm 1918, Utah cùng với Nevada và Oklahoma hoạt động từ vịnh Bantry, hộ tống các đoàn tàu vận tải Đồng Minh ghé vào quần đảo Anh Quốc, sẵn sàng đối phó với mọi sự đe dọa trên mặt biển mà Hải quân Đế chế Đức có thể nhắm vào các con tàu vận tải và tiếp liệu quý giá của Đồng Minh.
Sau khi chấm dứt chiến sự, Utah ghé thăm đảo Portland của Anh Quốc, và sau đó than gia vào đoàn hộ tống danh dự cho chiếc George Washington, khi con tàu này chở Tổng thống Woodrow Wilson đi đến cảng Brest, Pháp vào ngày 13 tháng 12 năm 1918. Ngày hôm sau, Utah quay về nhà, và nó về đến New York vào ngày lễ Giáng sinh năm 1918.

### Những năm giữa hai cuộc thế chiến
Utah tiếp tục thả neo tại North River bên ngoài thành phố New York cho đến ngày 30 tháng 1 năm 1919. Trong thời gian này, nó từng treo cờ rũ lúc 14 giờ 40 phút ngày 7 tháng 1 do cái chết của Cựu Tổng thống Theodore Roosevelt, và trong ngày 8 tháng 1 nó bắn pháo chào cách mỗi nửa giờ một lần trong suốt ngày để tưởng nhớ vị chính khách Hoa Kỳ vĩ đại này.
Utah tiến hành các hoạt động thường xuyên thực tập và thao diễn hạm đội, trải dài từ bờ biển New England đến vùng biển Caribbe đến tận giữa năm 1921. Trong thời gian này, nó được đặt số hiệu lườn tàu là BB-31 vào ngày 17 tháng 7 năm 1920, khi Hải quân Mỹ áp dụng rộng rãi cách dùng ký hiệu phân loại lớp tàu.
Rời cảng Boston ngày 9 tháng 7 năm 1921, Utah hướng đến Lisbon, Bồ Đào Nha, và đến Cherbourg, Pháp không lâu sau đó. Tại đây, Utah trở thành soái hạm của lực lượng hải quân Mỹ tại các vùng biển châu Âu. Nó đảm trách vai trò này tại các cảng chính ở Đại Tây Dương và Địa Trung Hải cho đến khi được thay thế bởi chiếc tàu tuần dương Pittsburgh vào tháng 10 năm 1922. Quay trở về Hoa Kỳ ngày 21 tháng 10 năm 1922, Utah trở thành soái hạm của Đội thiết giáp hạm 6 và hoạt động cùng Hạm đội Tuần tiễu trong vòng hơn ba năm rưỡi tiếp theo.
Cuối năm 1924, Utah được chọn thực hiện nhiệm vụ ngoại giao của Hoa Kỳ nhân dịp kỷ niệm một trăm năm Trận Ayacucho (9 tháng 12 năm 1824), sự kiện quyết định dẫn đến việc nước Peru giành được độc lập. Được chỉ định làm soái hạm cho hải đội đặc biệt đại diện cho Hoa Kỳ tham dự các lễ hội này, Utah rời New York ngày 22 tháng 11 năm 1924 cùng với Thống tướng John J. Pershing và cựu nghị sĩ F. C. Hicks, và đi đến Callao vào ngày 9 tháng 12.
Utah đưa Tướng Pershing và các thành viên khác trong đoàn lên bờ vào ngày Giáng sinh năm 1924, để thực hiện chuyến viếng thăm hữu nghị các thành phố Nam Mỹ. Trong những tuần lễ tiếp theo sau, Utah viếng thăm các cảng Chile Punta Arenas và Valparaíso trước khi vòng qua mũi Horn để gặp Tướng Pershing tại Montevideo, Uruguay. Đón vị tướng và đoàn trở lên tàu, chiếc thiết giáp hạm tiếp tục chương trình thăm viếng hữu nghị Rio de Janeiro, Brazil; La Guaira, Venezuela; và La Habana, Cuba trước khi kết thúc chuyến đi hữu nghị này tại New York ngày 18 tháng 3 năm 1926. Utah trải qua các mùa Hè những năm 1925 và 1926 cùng hải đội thực tập học viên mới, và sau khi đưa các học viên lên bờ khi kết thúc chuyến đi thực tập năm 1925, nó vào xưởng hải quân Boston và được cho tạm ngưng hoạt động vào ngày 31 tháng 10 năm 1925 để được hiện đại hóa. Trong quá trình sửa chữa và cải tạo này, cột buồm chính dạng "lồng" (cage) của con tàu được thay thế bằng kiểu cột nhẹ hơn, và nó được trang bị để sử dụng dầu đốt làm nhiên liệu thay vì đốt than, và vũ khí của nó cũng được cải tiến thể hiện mối quan tâm đến việc phòng không. Điều lý thú là Utah và Florida không được trang bị kiểu cột buồm "ba chân" (tripod) hiện đại hơn vốn được trang bị cho các lớp tàu khác.
Utah được cho hoạt động trở lại vào ngày 1 tháng 12 năm 1925, và sau các hoạt động tại chỗ cùng Hạm đội Tuần tiễu, nó rời Hampton Roads ngày 21 tháng 11 năm 1928 lên đường hướng đấn Nam Mỹ. Đến Montevideo ngày 18 tháng 12, nó đón lên tàu Tổng thống Herbert C. Hoover và phu nhân; Đại sứ Mỹ tại Ý Henry T. Fletcher cùng đoàn báo chí tháp tùng. Utah chở đoàn của Tổng thống đến Rio de Janeiro, Brazil từ ngày 21 đến ngày 23 tháng 12, rồi tiếp tục cuộc hành trình quay về nhà. Trong chuyến đi, Tổng thống đã có dịp duyệt qua thủy thủ đoàn trước khi con tàu về đến Hampton Roads vào ngày 6 tháng 1 năm 1929.
Tuy nhiên, số phận của chiếc Utah như một thiết giáp hạm chỉ còn tính từng ngày. Theo những điều khoản của Hiệp ước Hải quân London năm 1930, Utah được chọn để cải biến thành một tàu mục tiêu di động thay thế cho chiếc thiết giáp hạm North Dakota; và vào ngày 1 tháng 7 năm 1931 Utah được đổi số hiệu thành AG-16. Công việc cải biến được thực hiện tại Xưởng hải quân Norfolk bao gồm việc gắn các thiết bị điều khiển từ xa bằng sóng vô tuyến. Utah được cho hoạt động trở lại tại Norfolk vào ngày 1 tháng 4 năm 1932 dưới quyền chỉ huy của Thuyền trưởng Randall Jacobs.
Utah rời Norfolk ngày 7 tháng 4 trong chuyến đi huấn luyện kỹ thuật sử dụng các thiết bị mới và chạy thử thiết bị vô tuyến, qua đó con tàu có thể điều khiển để di chuyển ở tác tốc độ khác nhau và thay đổi hướng đi của con tàu như trong một trận đánh thực sự. Các động cơ điện của nó có thể được vận hành bởi tín hiệu phát ra từ tàu điều khiển, có thể đóng mở các van bướm ga, xoay bánh lái và điều chỉnh lượng dầu cung cấp cho các buồng đốt. Thêm vào đó, một con quay hồi chuyển Sperry sẽ giúp giữ cho con tàu đi đúng hướng.
Quay trở lại cảng ngày 21 tháng 4, Utah tiến hành thử nghiệm thiết bị điều khiển bằng vô tuyến ở vùng biển ngoài khơi Virginia Capes ngày 6 tháng 5. Đến ngày 1 tháng 6, Utah di chuyển trong ba giờ dưới sự điều khiển từ xa dưới sự hiện diện của nhân sự tại các vị trí vận hành; và trong hai ngày tiếp theo sau nó thực hiện thành công hai chuyến đi, mỗi chuyến kéo dài bốn giờ, trong đó các máy móc hoàn toàn không được con người chạm tay đến. Chỉ có hai quan sát viên tại mỗi phòng điều khiển và mỗi phòng máy giữ liên lạc thông tin qua điện thoại và ghi nhận các dữ liệu.
Sau khi hoàn tất các thuộc thử, Utah rời Norfolk ngày 9 tháng 6. Vượt qua kênh đào Panama, nó đi đến San Pedro, California vào ngày 30 tháng 6 và được sắp xếp vào Hải đội Huấn luyện 1 thuộc lực lượng căn bản của Hạm đội Hoa Kỳ. Nó thực hiện vai trò mục tiêu đầu tiên dành cho các tàu tuần dương của Hạm đội vào ngày 26 tháng 7, và vào ngày 2 tháng 8 thực hiện các chuyến đi thao dợt dành cho Nevada, trong đó Utah được điều khiển bởi các tàu khu trục Hovey và Talbot.
Trong vòng chín năm tiếp theo sau đó, con tàu đóng vai trò phục vụ cần thiết cho hạm đội như một mục tiêu di động, góp phần hiện thực hóa trong các đợt huấn luyện ném bom bổ nhào, ném ngư lôi và ném bom tầm cao cho phi công hải quân. Vì vậy, nó đã góp phần to lớn vào việc phát triển các chiến thuật trong các lĩnh vực này. Trong một dịp khác, nó còn hoạt động trong vai trò chuyên chở khi đưa 223 sĩ quan và binh sĩ lực lượng Thủy quân Lục chiến từ đảo Sand, Midway tham gia đổ bộ lên vịnh Hilo, Hawaii trong đợt tập trận Vấn đề Hạm đội XVI vào đầu mùa Hè năm 193. Sau đó nó vận chuyển Thủy quân Lục chiến từ Hawaii đến San Diego, California, và đưa họ lên bờ vào ngày 12 tháng 6 năm 1936.
Cũng trong tháng 6 năm 1935, trên chiếc Utah đã thành lập một trường súng máy hạm đội trong khi nó vẫn tiếp tục nhiệm vụ như một tàu mục tiêu di động. Chiếc thiết giáp hạm nhận lên tàu những giáo viên đầu tiên trong tháng 8 năm 1936, và những học viên đầu tiên được rút ra từ thủy thủ đoàn các tàu tuần dương Raleigh, Concord, Omaha, Memphis, Milwaukee và tàu sân bay Ranger, đã có mặt vào ngày 20 tháng 9 để huấn luyện. Sau đó, trong những năm 1936 - 1937, Utah được trang bị các khẩu súng máy phòng không bốn nòng mới 28 mm (1,1 inch)/75 caliber nhằm mục đích thử nghiệm và phát triển bởi trường súng máy. Một số thử nghiệm đầu tiên của loại vũ khí mới này được thực hiện trên tàu.
Ngoài việc phục vụ như một mục tiêu giống như thật trong luyện tập bao gồm cả máy bay xuất phát từ tàu sân bay, Utah còn kéo theo các mục tiêu trong các cuộc tập trận được tiến hành bởi các thiết giáp hạm của hạm đội, và tham gia các cuộc tập trận "Vấn đề Hạm đội" hằng năm. Nó đi qua kênh đào Panama ngày 9 tháng 1 năm 1939 để tham gia Vấn đề Hạm đội XX, cuộc thao dượt được đích thân Tổng thống Franklin Delano Roosevelt theo dõi bên trên chiếc tàu tuần dương Houston.
Sau khi phục vụ làm mục tiêu di động dành cho tàu ngầm của Hải đội Tàu ngầm 6 vào cuối mùa Thu và đầu mùa Đông năm 1939, Utah dành ra tám tháng tiếp theo sau cho khóa thực hành súng máy đặc biệt. Vào mùa Hè tiếp theo, Utah hướng đến quần đảo Hawaii và đến Trân Châu Cảng ngày 1 tháng 8 năm 1940. Nó thực hành tác xạ phòng không nâng cao tại khu vực thực hành Hawaii cho đến ngày 14 tháng 12 năm 1940, khi nó hướng về bờ Tây, và quay về đến Long Beach, California vào ngày 21 tháng 12.
Trong hai tháng tiếp theo sau, Utah phục vụ như một mục tiêu di động để ném bom ngoài khơi đảo San Clemente, California cho máy bay của Không đoàn Tuần tiễu 1 và từ các tàu sân bay Lexington, Saratoga và Enterprise. Utah quay trở về vùng biển Hawaii vào ngày 1 tháng 4 năm 1941, nhận lên tàu các học viên của Trường Pháo phòng không Nâng cao, những xạ thủ được rút ra từ các tàu West Virginia, Oklahoma, Colorado, Phoenix, Nashville, Philadelphia và New Orleans.
Trong những tuần lễ tiếp theo sau, nó tiến hành huấn luyện các học viên đã lên tàu việc sử dụng và nạp đạn các khẩu pháo 127 mm (5 inch), thực hành bắn các mục tiêu giả điều khiển từ xa bằng vô tuyến, cũng như thực hành bắn các cỡ pháo.50-caliber và 1,1 inch trên các mục tiêu giả và bong bóng. Utah quay trở về Los Angeles, California ngày 20 tháng 5 và nhận lên tàu các hành khách Thủy quân Lục chiến để chuyên chở đến Bremerton, Washington. Đưa các Thủy quân Lục chiến lên bờ một tuần sau đó, chiếc tàu vào Xưởng hải quân Puget Sound ngày 31 tháng 5 năm 1941.
Trong đợt đại tu thực hiện sau đó, Utah được sửa chữa và các cải biến được thiết kế nhằm giúp cho con tàu đảm trách vai trò huấn luyện thực hành tác xạ hiệu quả hơn. Các thay đổi bao gồm bổ sung các khẩu pháo 127 mm (5 inch)/38 calibre nòng đơn có giáp chắn tương tự như loại được trang bị trên các tàu khu trục hiện đại hơn đang phục vụ vào thời đó. Nó cũng mất đi màu sơn trước chiến tranh khi được sơn lại theo kiểu ngụy trang Phương thức 1: màu sơn chung "5-D xám đậm" trong khi cột buồm và cấu trúc thượng tầng màu "5-L xám nhạt". Kết thúc đợt đại tu, Utah lên đường ngày 14 tháng 9 đi đến vùng biển Hawaii sau khi ghé qua Port Townsend, Washington, San Francisco, California và San Pedro, California. Nó đến Trân Châu Cảng không lâu sau đó và tiến hành huấn luyện phòng không và làm mục tiêu tác xạ đến suốt cuối mùa Thu.

### Tấn công Trân Châu Cảng
Utah vừa hoàn tất một chuyến đi huấn luyện súng phòng không nâng cao trong vùng biển Hawaii không lâu trước khi nó quay về Trân Châu Cảng vào đầu tháng 12 năm 1941, và thả neo cạnh đảo Ford ở cầu tàu F-11. Vào buổi sáng ngày 7 tháng 12 năm 1941, cả Thuyền trưởng lẫn Sĩ quan Cao cấp đều đang nghỉ phép trên bờ, nên vị chỉ huy có cấp bậc cao nhất trên tàu lúc đó là Thiếu tá Hải quân Solomon S. Isquith, kỹ sư trưởng.
Không lâu trước 08 giờ 00, những người trên cầu tàu nhìn thấy ba chiếc máy bay, mà họ cho là những máy bay Mỹ đang cơ động, bay từ lối vào cảng hướng lên phía Bắc. Chúng bổ nhào thấp xuống phần phía Nam của đảo Ford nơi có kho chứa thủy phi cơ và bắt đầu ném bom.

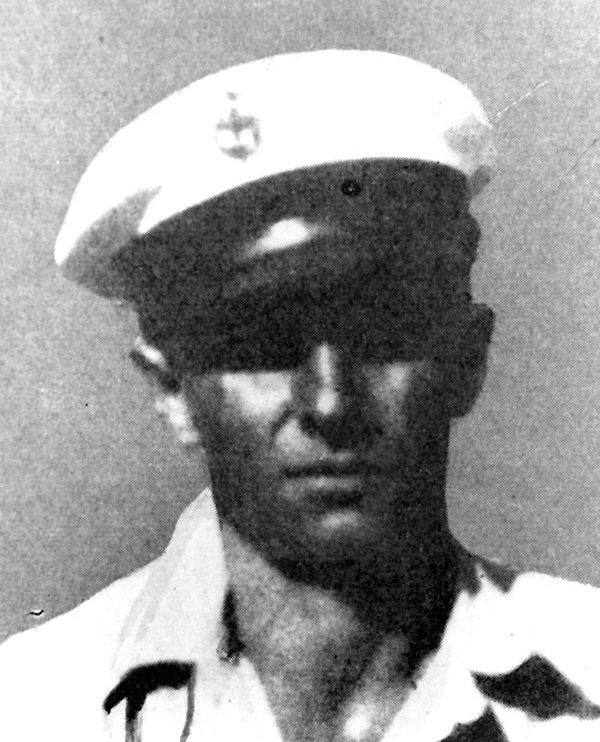
Thượng sĩ Peter Tomich

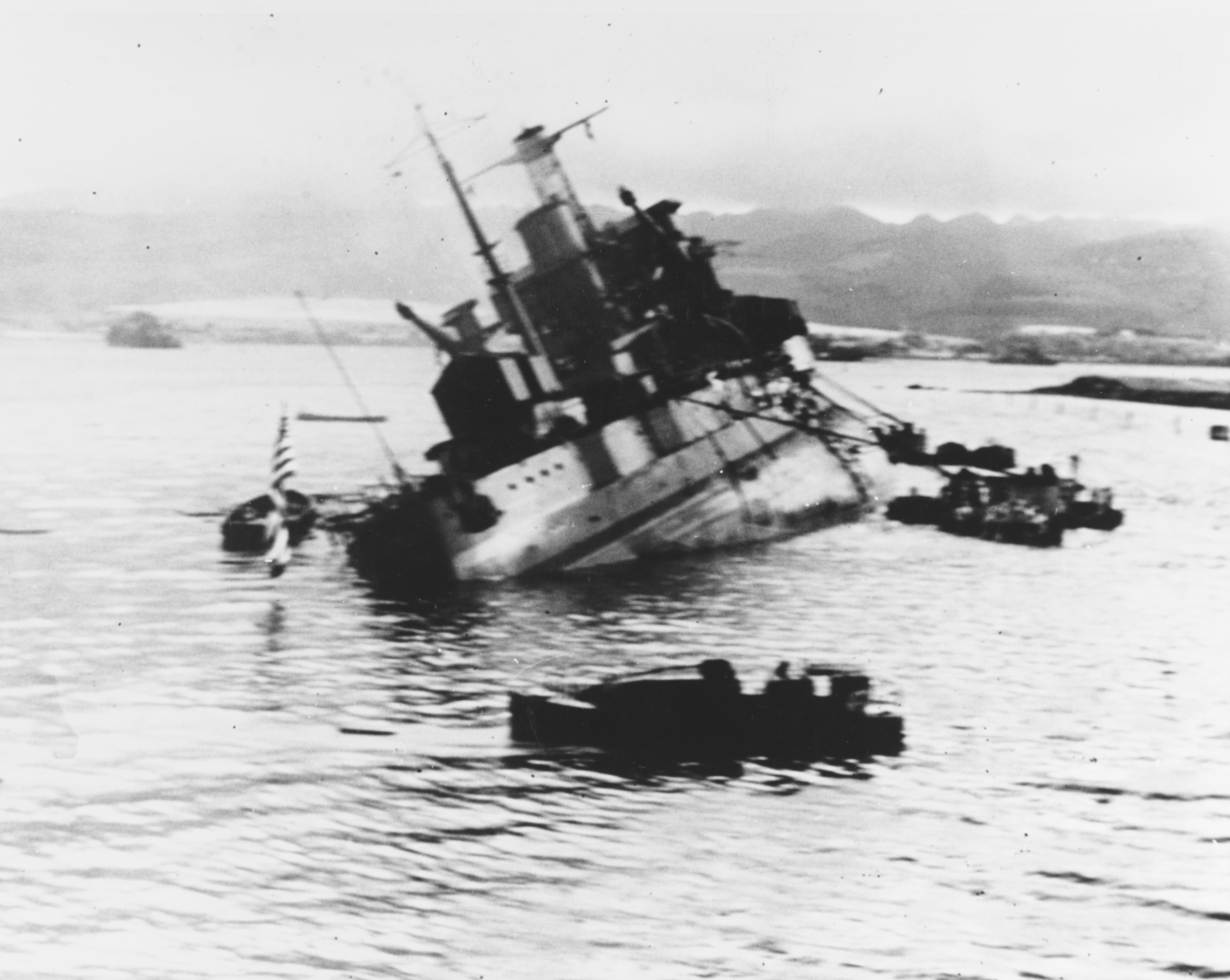
Utah bị lật úp trong trận tấn công Trân Châu Cảng.

Cuộc tấn công Trân Châu Cảng kéo dài gần hai giờ, nhưng đối với Utah, nó chỉ kéo dài trong vài phút. Lúc 08 giờ 01 phút, ngay sau khi thủy thủ bắt đầu kéo cờ lên cột cờ phía đuôi tàu, chiếc thiết giáp hạm cũ kỹ trúng phải một ngư lôi ở phía trước và ngay lập tức bắt đầu bị nghiêng sang mạn trái.
Khi con tàu bắt đầu chậm chạp lật nghiêng, những phiến gỗ kích thước 150 x 300 mm (6 x 12 inch) đặt trên sàn tàu bắt đầu bị dịch chuyển, ngăn trở nỗ lực của thủy thủ trong việc rời tàu. Bên dưới, mọi người thoát lên tầng phía trên bằng mọi cách. Riêng Thượng sĩ Peter Tomich đã ở lại bên dưới, tiếp tục kiểm tra các nồi hơi và để biết chắc mọi người đã ra khỏi các phòng máy. Một người khác, John B. Vaessen, cũng ở lại vị trí của mình trong phòng máy phát điện, cố giữ cho con tàu có đủ điện để thắp sáng càng lâu càng tốt.
Thiếu tá Isquith thực hiện cuộc khảo sát lần cuối xem mọi người đã ra khỏi tàu hay chưa, và ông đã suýt bị mắc kẹt lại bên trong tàu. Khi con tàu bắt đầu lật nghiêng, ông phát hiện lối cửa thoát đã bịt kín. Trong lúc ông đang tìm cách thoát ra qua một lỗ hổng, chiếc bàn mà ông đang đứng lên bị trượt do độ nghiêng của con tàu đang tăng lên làm ông bị hụt chân. May mắn là vào giây phút cuối cùng, một người bên ngoài đã nắm được cánh tay của Isquith và kéo được ông ra.
Lúc 08 giờ 12 phút, những sợi dây neo bị chằng đứt, và Utah lật nghiêng qua bên hông tàu. Những người còn sống sót bơi thoát lên bờ, một số phải ẩn nấp trên các bến neo tàu vì máy bay Nhật vẫn còn đang tích cực càn quét.
Không lâu sau khi hầu hết mọi người đã lên bờ, Thiếu tá Isquith và những người khác nghe những tiếng gỏ từ bên trong thân con tàu đang lật nghiêng. Cho dù máy bay Nhật vẫn còn đang tiếp tục bắn phá khu vực, Isquith kêu gọi những người tình nguyện cùng quay trở lại thân tàu và khảo sát nguồn gốc của tiếng gỏ. Lấy được một mỏ hàn cắt từ chiếc Raleigh, bản thân chiếc tàu này vẫn còn đang chống đỡ các hư hỏng sau khi trúng phải ngư lôi, những người tình nguyện lao vào công việc cứu hộ. Nhờ những nỗ lực quên mình này, bốn người còn kẹt lại bên trong đã được cứu thoát khỏi nơi tưởng chừng đã là nấm mồ của họ.
Utah được công bố "không hoạt động" vào ngày 29 tháng 12 năm 1941 và được đặt dưới quyền quản lý của Lực lượng Căn cứ Trân Châu Cảng. Được dựng lên một phần nhằm dọn trống bến đỗ bên cạnh, nó được công bố ngừng hoạt động vào ngày 5 tháng 9 năm 1944. Tên của Utah được xóa khỏi danh sách Đăng bạ Hải quân vào ngày 13 tháng 11 năm 1944. Thân tàu rĩ sét bị chìm một phần của nó vẫn còn nằm tại Trân Châu Cảng với một số lượng không rõ di hài các thủy thủ còn kẹt lại bên trong.

## Tưởng niệm và phần thưởng
Vào năm 1972, một đài tưởng niệm nhằm tôn vinh thủy thủ trên chiếc Utah được xây dựng trên phía Tây Bắc của đảo Ford, gần xác tàu đắm.
Trong số thủy thủ đoàn của Utah, 30 sĩ quan và 431 thủy thủ sống sót sau khi con tàu chìm, sáu sĩ quan và 52 thủy thủ tử trận. Bốn người trong số đó sau này được tìm thấy và được an táng trên bờ cùng bảy người vô danh khác của chiếc Utah. Thượng sĩ Tomich được truy tặng Huân chương Danh dự do đã dũng cảm quên mình nhằm đảm bảo an toàn cho những người khác.
Utah nhận được một Ngôi sao Chiến đấu do thành tích phục vụ trong Thế Chiến II. Ngoài ra, con tàu còn là một Di tích Lịch sử cấp Quốc gia và được công nhận là một Địa điểm Lịch sử Quốc gia vào ngày 5 tháng 5 năm 1989. Nó là Con tàu Chính thức của Tiểu bang Utah.